# Склобій
Склобій (скляний брухт) — непридатні для прямого використання вироби або частини виробів зі скла, які втратили експлуатаційну цінність, а також вироби з непоправним браком, залишки від виробництва та обробки скляних виробів, бите побутове та промислове скло. Склобій використовується як особливо цінна вторинна сировина для виробництва скляних виробів.
Виділяють кілька основних видів склобою: білий (із прозорого скла), кольоровий (із різнобарвного скла) та змішаний склобій.
Склобій має значно нижчий температурний поріг при плавленні, ніж звичайна сировина. Це означає, що при однакових затратах енергії буде виплавлено більшу кількість склотари, і, таким чином, зменшено викиди в атмосферу.
Скло є єдиним пакувальним матеріалом, який може виготовлятися у «закритому циклі». Це означає, що коли склобій є 100% утилізованим і використовується при виготовленні нових пляшок чи банок, на сміттєзвалища не потраплять жодні відходи від скляної упаковки. 